# Varois-et-Chaignot
Varois-et-Chaignot é uma comuna francesa na região administrativa da Borgonha-Franco-Condado, no departamento de Côte-d'Or. Estende-se por uma área de 10,1 km². Em 2010 a comuna tinha 1 965 habitantes (densidade: 194,6 hab./km²).